# Promenade (stacja metra)
Promenade – węzłowa stacja podziemna Mass Rapid Transit (MRT) na Circle Line i Downtown Line w Singapurze. Stacja znajduje wzdłuż Temasek Avenue, obok centrum handlowego Millennia Walk.